# Vera Tanner
Iris Vera Tanner, coniugata Murrell e, successivamente, Curran (Eastbourne, 20 novembre 1906 – 22 febbraio 1971), è stata una nuotatrice britannica.
Specializzata nel dorso ha vinto la medaglia d'argento nella staffetta 4x100 m sl sia alle olimpiadi di Parigi 1924 che ad Amsterdam 1928.

## Palmarès
- Olimpiadi
  - Parigi 1924: argento nella staffetta 4x100 m sl.
  - Amsterdam 1928: argento nella staffetta 4x100 m sl.